# Mygdonia
Mygdonia var ett område i Thrakien som senare erövrades av Makedonien. Det omfattade området runt Therme (Thessaloniki), dalgångarna Klisali och Besikia, floden Axios mynning, och österut till sjön Bolbe.